# Площадь Чернышевского (Санкт-Петербург)

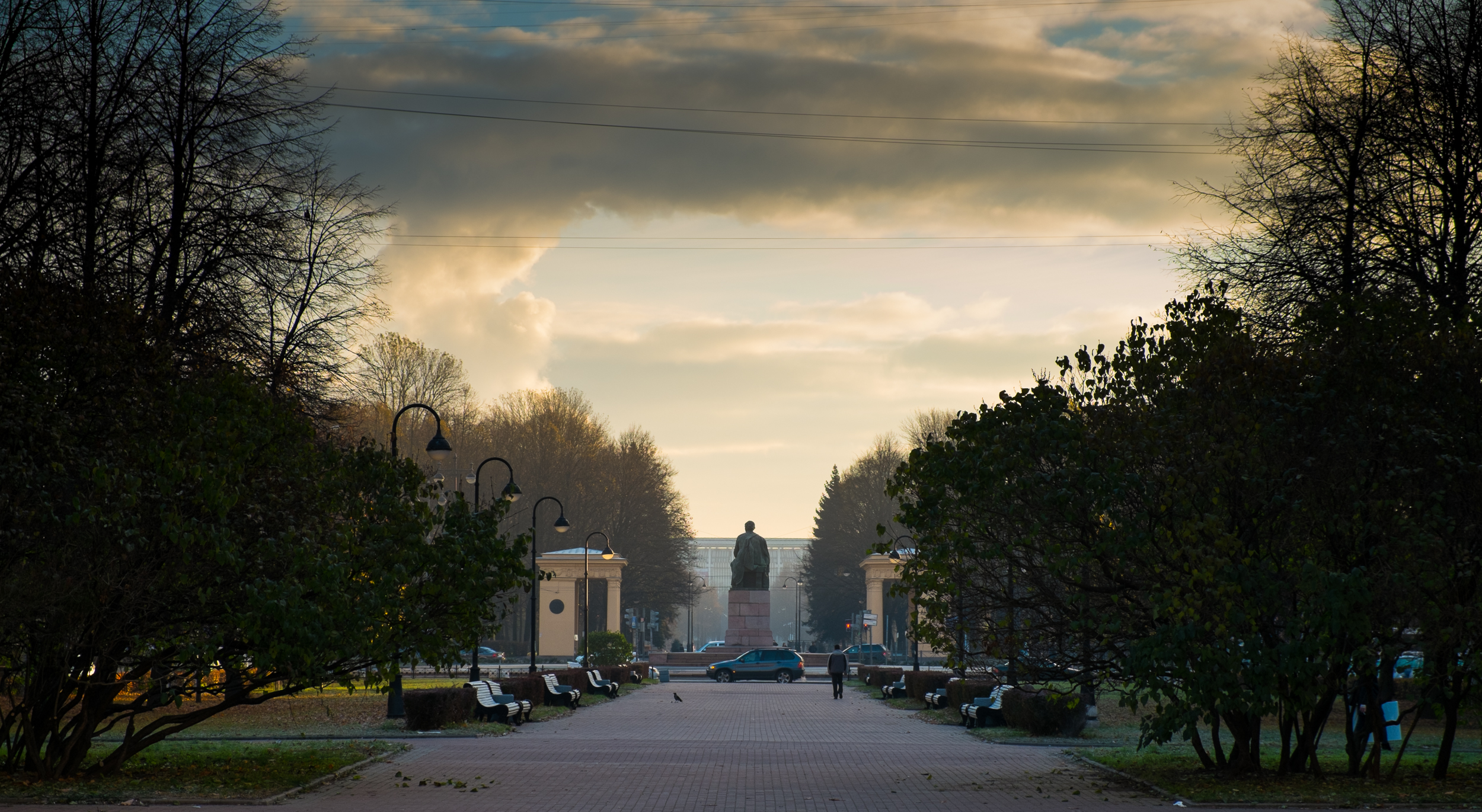
Вид со стороны гостиницы «Россия»

Площадь Черныше́вского — площадь в Московском районе Санкт-Петербурга. Находится между Московским проспектом и Варшавской улицей.

## Наименование
Первоначально называлась Новая площадь, возникла в 1930-е годы.
23 августа 1948 года присвоено наименование площадь Чернышевского, в честь русского писателя и публициста Николая Гавриловича Чернышевского, в связи с тем, что на площади в 1947 году был установлен памятник.

## Достопримечательности

### Памятник Н. Г. Чернышевскому
Памятник Н. Г. Чернышевскому создан в 1938—1941 годах скульптором В. В. Лишевым и архитектором В. И. Яковлевым. Н. Г. Чернышевский изображен сидящим на скамье с книгой в руке. Скульптура отлита из бронзы, постамент, скамьи и отмостки сделаны из кованого гранита. Высота фигуры — 3,8 м, высота постамента — 2,25 м.

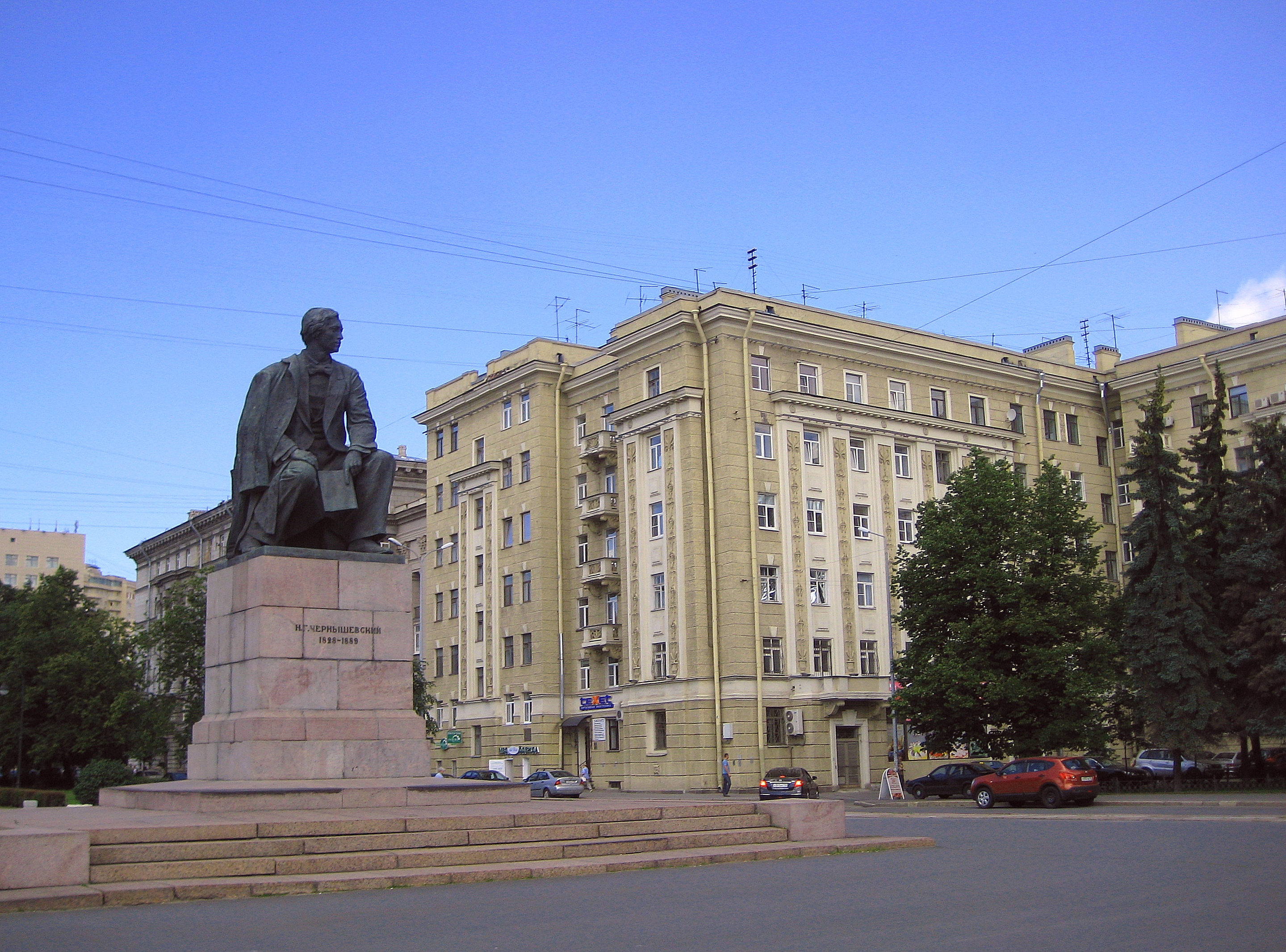
Памятник Н. Г. Чернышевскому

### Гостиница «Россия»(площадь Чернышевского, дом 11)
Гостиница «Россия». 10-этажное здание построено в 1962 году по проекту архитекторов Б. Н. Журавлёва, П. А. Арешева, В. Э. Струзман и инженера Н. И. Дюбова. Высокий, облицованный красным гранитом цоколь опоясывает первые два этажа здания, гладкие стены покрыты светлым камнем. Справа от входа на пьедестале установлена скульптура «Россия» работы скульптора Г. В. Косова и архитектора Б. Н. Журавлёва — женщина держит в высоко поднятых руках модель советского спутника Земли.

### Жилой дом (площадь Чернышевского, дом 5)
Жилой дом в стиле сталинского неоклассицизма построен в 1954 году по проекту архитектора Б. Н. Журавлёва. В советское время в здании находились Ясли № 69 Московского района.

### Жилой дом (площадь Чернышевского, дом 3)
Жилой дом в стиле сталинского неоклассицизма построен в 1939 году по проекту архитектора П. М. Розенблюма.

### Жилой дом (площадь Чернышевского, дом 2)
Жилой дом в стиле сталинского неоклассицизма построен в 1939 году по проекту архитектора П. М. Розенблюма, для рабочих Ленинградского машиностроительного завода «Звезда» им. К. Е. Ворошилова.

### Жилой дом (площадь Чернышевского, дом 6)
Жилой дом в стиле сталинского неоклассицизма построен в 1953 году по проекту архитектора Б. Н. Журавлёва.

## Транспорт
Ближайшая станция метро к площади:  «Парк Победы» (пешком до площади 570 м).